# Victoria subhyalina
Victoria subhyalina là một loài bướm đêm trong họ Geometridae.